# LIG3
LIG3またはDNAリガーゼIII（DNA ligase 3）は、ヒトではLIG3遺伝子にコードされる酵素である。ヒトのLIG3遺伝子はATP依存性DNAリガーゼをコードし、二本鎖DNA中で途切れたホスホジエステル骨格を閉じる役割を果たす。
真核生物のATP依存性DNAリガーゼには3つのファミリーが存在する。これらの酵素はいずれも、(i) 酵素-アデニル酸共有結合中間体の形成、(ii) DNAのニックの5'末端へのアデニル酸基の転移、(iii) ホスホジエステル結合の形成、という共通した三段階の反応機構を利用する。ほぼ全ての真核生物に存在するLIG1やLIG4ファミリーのメンバーとは異なり、LIG3ファミリーのメンバーの分布は比較的狭い範囲に限られている。LIG3遺伝子には、選択的翻訳開始部位や選択的スプライシング機構によって、いくつかの異なるポリペプチドがコードされている。

## 構造、DNA結合と触媒活性
真核生物のATP依存性DNAリガーゼには、DNA結合ドメイン、アデニル化ドメイン、オリゴヌクレオチド/オリゴ糖結合フォールド（OBフォールド）ドメインの3つのドメインが含まれる。酵素が二本鎖DNA中のニック部分に結合すると、これらのドメインはDNA二本鎖を取り囲み、各ドメインがDNAとの接触を行う。LIG3の触媒領域とニック含有DNAとの複合体構造がX線結晶構造解析によって決定されており、その構造はニック含有DNAに結合したLIG1の触媒領域の構造と顕著に類似している。LIG3に固有の特徴はN末端にジンクフィンガーが存在することであり、この部分はPARP1のN末端に位置する2つのジンクフィンガーと類似している。PARP1のジンクフィンガーと同様、LIG3のジンクフィンガーはDNA鎖の切断部への結合に関与している。ジンクフィンガーはDNA結合ドメインと協働してDNA結合モジュールを形成し、さらにアデニル化ドメインとOBフォールドドメインも2つ目のDNA結合モジュールを形成する。Ellenbergerらによって提唱されたジャックナイフモデルでは、ジンクフィンガー-DNA結合ドメインモジュールは、鎖切断部の末端の性質とは無関係に一本鎖の切断部に結合する、鎖切断センサーとして作用するとされる。切断部のライゲーションが可能である場合には、ライゲーション可能なニックに対して特異的に結合するアデニル化ドメイン-OBフォールドドメインモジュールへ切断部は受け渡される。LIG1やLIG4と比較して、LIG3はDNA二本鎖の分子間の結合活性が最も高い酵素である。この活性は主にLIG3のジンクフィンガーに依存しており、LIG3の2つのDNA結合モジュールが2つの二本鎖DNAの末端に同時に結合する可能性を示唆している。

## 選択的スプライシング
選択的翻訳開始や選択的スプライシング機構によって、LIG3の触媒領域に隣接するN末端、C末端配列は変化する。選択的スプライシング機構によって、LIG3αのC末端領域はより短く正に帯電した核局在シグナルとして機能する配列に置き換わる。このスプライシングバリアントはLIG3βと呼ばれ、これまでのところオスの生殖細胞でのみ検出されている。その精子形成時の発現パターンに基づくと、LIG3βは減数分裂時の組換えまたは半数体精子におけるDNA修復に関与している可能性が高いが、このことは明確に実証されたわけではない。LIG3のmRNAには複数の翻訳開始部位が存在し、オープンリーディングフレーム（ORF）内部に位置するATGコドンが選択的に利用されるものの、ORFの最初に位置するATGコドンからの翻訳開始も行われ、それによってN末端にミトコンドリア標的化配列を持つポリペプチドが合成される。

## 細胞機能
上述したように、LIG3αのmRNAは核型とミトコンドリア型のLIG3αをコードしている。核型のLIG3αはDNA修復タンパク質XRCC1との安定な複合体として存在し、機能する。これらのタンパク質はC末端のBRCTドメインを介して相互作用する。XRCC1は酵素活性を持たないが、塩基除去修復や一本鎖切断修復に関与する多数のタンパク質と相互作用する足場タンパク質として作用しているようである。これらの経路にXRCC1が関与していることは、XRCC1欠損細胞の表現型とも一致する。核型のLIG3αとは対照的に、ミトコンドリア型のLIG3αはXRCC1非依存的に機能する。XRCC1はミトコンドリアには存在しない。核型のLIG3αは細胞質でXRCC1と複合体を形成し、XRCC1の核局在シグナルによって核へ標的化されるようである。ミトコンドリア型のLIG3αもXRCC1と相互作用するが、LIG3αのミトコンドリア標的化配列の活性はXRCC1の核局在シグナルの活性よりも高く、ミトコンドリア型LIG3αがミトコンドリア膜を通過する際にLIG3α/XRCC1複合体は破壊されると考えられる。
LIG3遺伝子はミトコンドリアにおける唯一のDNAリガーゼをコードしているため、LIG3遺伝子の不活性化はミトコンドリアDNAの喪失、そしてミトコンドリアの機能喪失をもたらす。Lig3遺伝子が不活性化された線維芽細胞はウリジンとピルビン酸を補充した培地で増殖することができるが、これらの細胞はミトコンドリアDNAを欠いている。生理的条件下ではミトコンドリア型LIG3は過剰量存在しているようであり、その量が100分の1に減少してもミトコンドリアDNAは正常なコピー数が維持される。ミトコンドリアDNA代謝においてLIG3αが果たしている必須の役割は、大腸菌Escherichia coliのNAD依存性DNAリガーゼなど、他のDNAリガーゼによって代替することができる。そのため、核型LIG3αを欠く生存可能な細胞を作製することができる。DNA複製時の岡崎フラグメントの連結に主要な役割を果たしているのはLIG1であるが、LIG1の活性が喪失したり低下したりした細胞ではLIG3α/XRCC1複合体によってDNA複製を完了させることができることが明らかになっている。生化学的研究や細胞生物学的研究によってLIG3α/XRCC1複合体と除去修復や一本鎖切断修復とが関連付けられていることを考えると、核型LIG3αを欠く細胞でDNA損傷試薬に対する感受性の有意な増加がみられないことは驚くべきことである。これらのことは、こうした核内DNA修復経路におけるLIG1とLIG3αの間に大きな機能的冗長性があることを示唆している。哺乳類細胞では、DNA二本鎖切断の大部分はLIG4依存的な非相同末端結合（NHEJ）経路によって修復される。一方LIG3αは、染色体転座を生み出すマイナーな代替的NHEJ経路（alt-NHEJ経路、MMEJ経路）に関与している。他の核内DNA修復経路と異なり、このalt-NHEJ経路におけるLIG3αの役割はXRCC1に依存していないようである。

## 臨床的意義
LIG1遺伝子やLIG4遺伝子とは異なり、LIG3遺伝子の遺伝性変異はヒト集団では同定されていない。しかしながら、LIG3αはがんや神経変性疾患への間接的な関与が示唆されている。がんではLIG3αは高頻度で過剰発現しており、DNA二本鎖切断修復のalt-NHEJ経路に対する依存性が高い細胞を同定するためのバイオマーカーとして機能する。LIG3はエラーが生じやすい二本鎖切断修復経路であるalt-NHEJ経路に必要な6つの酵素のうちの1つであり、慢性骨髄性白血病、多発性骨髄腫、乳がんでアップレギュレーションされている。alt-NHEJ経路の活性の上昇はゲノム不安定性を引き起こして疾患の進行を駆動するとともに、がん細胞特異的な治療戦略開発における新規標的ともなる。神経変性疾患においては、LIG3αと直接相互作用したり、XRCC1を介して間接的に相互作用したりするタンパク質をコードするいくつかの遺伝子の変異が同定されている。そのため、LIG3αが関与するDNAトランザクションは神経細胞の生存の維持に重要な役割を果たしているようである。